# Barraba
Barraba ist eine Kleinstadt im Nordosten des australischen Bundesstaates New South Wales. Die Stadt in New England war das Zentrum der früheren Local Government Area Barraba Shire, die aber 2004 zum größten Teil im Tamworth Regional Council und zu einem kleinen Teil im Gwydir Shire aufgegangen ist. Bei der Volkszählung 2021 hatte Barraba 1.035 Einwohner.

## Geschichte
Die Kamilaroi, ein Aboriginesstamm, lebte in der Gegend des heutigen Barraba vor der Einwanderung der Europäer. Der erste Weiße in der Gegend war der Botaniker Allan Cunningham im Jahre 1827. Er entdeckte auch den Manilla River, den er Buddle's Creek taufte. Eine Schafzuchtstation namens Barraba Station entstand 1837 oder 1838. Im Juli 1852 vermaß der Landvermesserassistent J. T. Gorman das Gebiet der heutigen Stadt.
In den 1850er-Jahren führte der Goldrausch in der Gegend zum Wachsen einer Siedlung. Am 1. April 1856 wurde das erste Postamt in Barraba eröffnet, 1882 entstand das erste Postamt in Ziegelbauweise. Es folgte eine Schule, die 1861 in einem angemieteten Gebäude eröffnet wurde. Im September 1876 wurde Kronland in Barraba versteigert. Im gleichen Jahr entstanden die erste Kirche St. Laurence und das erste Bankgebäude. 1878 wurde das Commercial Hotel gebaut und drei Jahre später baute man das Gerichtsgebäude. Am 20. März 1885 erhielt Barraba das Stadtrecht. In den 1890er-Jahren entstanden viele weitere wichtige Gebäude in der Stadt, wie z. B. das Krankenhaus (1891) und die Weslyan Church (1898). 1893 erreichte Barraba eine Einwohnerzahl von 500; bis 1921 stieg sie auf 1.164.
Die erste örtliche Zeitung, die Barraba Gazette kam 1900 zum ersten Mal heraus. Der letzte Abschnitt der Barraba-Eisenbahnlinie von Manilla aus wurde am 21. September 1908 ohne besondere Feierlichkeiten eröffnet. Der letzte Zug nach Barraba fuhr am 21. September 1983 und der größte Teil der Eisenbahnlinie wurde am 25. November 1987 aufgelassen. Im Jahre 1933 baute man den Connors-Creek-Stausee als Speicher für die Wasserversorgung der Stadt.

## Bergbau

### Kupfer
1889 wurde Kupfer in Gulf Creek in der Nähe von Barraba entdeckt und 1892 wurde dort die erste Mine in Betrieb genommen. Nach dem Beginn des Bergbaus entstand ein Dorf mit Hotel, Schule und Postamt. Das Postamt in Gulf Creek wurde am 1. August 1897 eröffnet und schloss am 28. Februar 1966 wieder seine Pforten. Zu ihren besten Zeiten war diese Kupfermine eine der größten in New South Wales. Im Juli desselben Jahres war die Einwohnerzahl des Dorfes auf 300 gestiegen.

### Asbest in Woodsreef und die Folgen

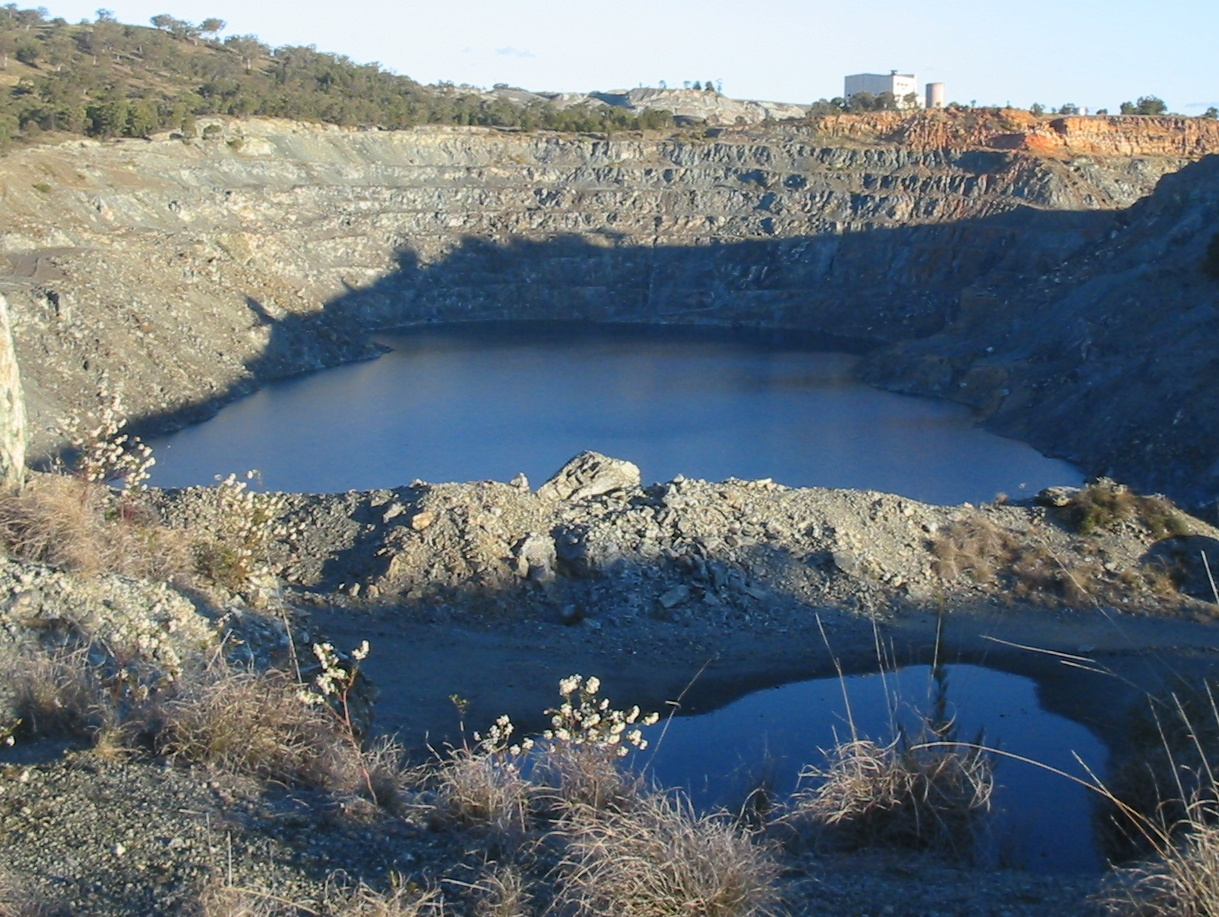
Der aufgelassene Asbesttagebau in Woodsreef

Asbest wurde erstmals 1919 in Woodsreef, auf einem 400 ha großen Gelände, ebenfalls bei Barraba, abgebaut. Die Chrysotile Corporation of Australia führte von 1970 bis 1983 den Abbau in großem Stil durch. Der Tagebau lieferte etwa 500.000 t Chrysotil (weißer Asbest) bei 100 Mio. t Abraum.
Nach dem Ende der Bergbauaktivitäten blieb eine Abraumhalde von 75 Mio. t zurück, die eine Fläche von etwa 117 ha bedeckte. Daneben war eine Tailings-Halde von 25 Mio. t entstanden, die etwa 43 ha Fläche bedeckte. Die Tailinghalde besitzt eine durchschnittliche Höhe von 45 m. Ihr höchster Punkt ist auf 70 m Höhe.
Am 13. August 2008 beschrieb ein Bericht in der Fernsehsendung The 7.30 Report die wachsende Sorge, dass der Abraum des aufgelassenen Tagebaus ein Gesundheitsrisiko für die Anwohner und die vorbeifahrenden Touristen darstellen könnte. Die Asbestos Disease Foundation of Australia forderte dringend eine Reinigung des Geländes und ein Betretungsverbot für die Öffentlichkeit, obwohl noch ein öffentlicher Feldweg durch das gefährliche Gelände führt.
Der Bericht in The 7.30 Report führte zu einer eilends durchgeführten Studie von Hunter New England Health über die Folgen für die Gesundheit der Einwohner der Gemeinde Barraba. Trotz der Bemühungen des Northern Daily Leader und des ABC, die Ergebnisse publik zu manchen, wurde die Untersuchung zwar fertiggestellt, aber nicht veröffentlicht.
Laut einem Bericht des Ombudsmanns für New South Wales vom November 2010 ist das Tagebaugelände in Woodsreef das einzige ehemalige Asbestabbaugelände im Bundesstaat, das noch nicht saniert wurde.

## Klima und Wetter
|                       | Jan  | Feb  | Mär  | Apr  | Mai  | Jun  | Jul  | Aug  | Sep  | Okt  | Nov  | Dez  |   |       |
| Mittl. Tagesmax. (°C) | 31,7 | 30,9 | 28,9 | 25,0 | 20,4 | 16,8 | 16,0 | 17,9 | 21,4 | 25,0 | 27,8 | 30,5 | ⌀ | 24,3  |
| Mittl. Tagesmin. (°C) | 16,4 | 16,1 | 12,7 | 7,9  | 4,3  | 1,6  | 0,2  | 1,1  | 4,2  | 8,3  | 11,8 | 14,6 | ⌀ | 8,2   |
|                       |      |      |      |      |      |      |      |      |      |      |      |      |   |       |
| Niederschlag (mm)     | 87,7 | 77,1 | 54,1 | 39,6 | 42,5 | 46,7 | 43,8 | 39,8 | 44,2 | 64,0 | 72,6 | 77,4 | Σ | 689,5 |

| 16,4 |

| 16,1 |

| 12,7 |

| 7,9 |

| 4,3 |

| 1,6 |

| 0,2 |

| 1,1 |

| 4,2 |

| 8,3 |

| 11,8 |

| 14,6 |

| 16,4 |

| 16,1 |

| 12,7 |

| 7,9 |

| 4,3 |

| 1,6 |

| 0,2 |

| 1,1 |

| 4,2 |

| 8,3 |

| 11,8 |

| 14,6 |

Die Wetterstation am Postamt Barraba wurde im März 1881 zunächst als Regenmengenmessstation eröffnet. Im März 1966 wurde sie zu einer vollwertigen Wetterstation ausgebaut, bei der ein Wetterwart die Ablesungen vornahm.

### Bemerkenswerte Wetterextreme
Über die Jahre gab es eine Reihe bemerkenswerter Wettererscheinungen, z. B.:
- 1898 –Der erste Schneesturm traf die neue Stadt.[4]
- 7. Oktober 1907 – Am Nachmittag zog ein Hagelunwetter durch die Stadt.[17]
- 6. Februar 1915 – Ein gefährliches Gewitter zog an der Stadt vorbei und traf etliche Bauernhöfe in der Gegend. Es fielen 76 mm Regen in etwa einer halben Stunde und zerstörerische Winde (beschrieben als „Zyklonwinde“) warfen Bäume um, zerstörten Scheunen und beschädigten Häuser.[18]
- 25. Februar 1955 – Mit 194,3 mm wurde die höchste tägliche Regenmenge registriert.[15]
- 3. Juli 1984 – Mit 5,8 °C wurde die geringste Tageshöchsttemperatur registriert.[15]
- Juli 1984 – Der zweite bisher aufgezeichnete Schneesturm traf die Stadt.[4]

## Verkehr und Tourismus
Die Touristenstraße Fossickers Way (Staatsstraße 95) führt auf ihrem Weg von Tamworth nach Warialda durch Barraba. Die Stadt war auch der Endpunkt der ehemaligen Eisenbahnlinie von Tamworth her.
Barraba ist Teil der Bundarra-Barraba Important Bird Area, einer IBA, in der besonders der gefährdete Regenten-Honigfresser (Anthochaera phrygia) geschützt wird.

## Wasserversorgung
Die Stadt erhält ihr Trinkwasser normalerweise aus dem Manilla River, dem Barraba Creek und dem Connors-Creek-Stausee. Wenn diese Quellen versiegen, muss nach Grundwasser gebohrt werden.
Der Split-Rock-Stausee wurde 1988 gebaut und besitzt ein Anschlussrohe in seiner Staumauer, an das eine Rohrleitung nach Barraba angeschlossen werden kann. Die Rohrleitung selbst aber wurde nie gebaut. Ende 2007 schrieb der damals für die Wasserversorgung verantwortliche Minister Phil Koperberg an das Tamworth Regional Council, dass er Überlegungen über eine AU-$ 10 Mio. teure Wasserleitung anstelle.
2011 rechnete man schon mit Kosten von AU-$ 20 Mio. für den Bau einer Pipeline vom Split-Rock-Stausee nach Barraba. Das Tamworth Regional Council hat AU-$ 10 Mio. zugesagt und versucht, den Bundesstaat und das Commonwealth of Australia zu Zusagen über die Restsumme zu bewegen.